# لعبة حاسوب

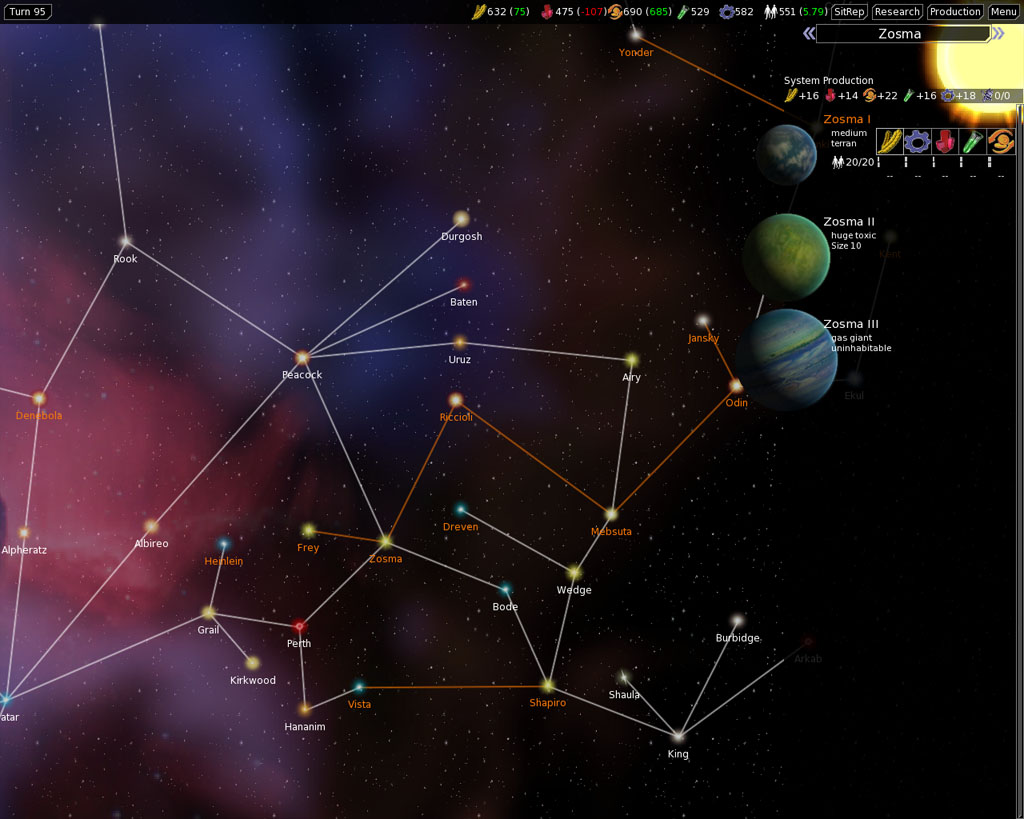
لعبة الحاسوب FreeOrion

لعبة الحاسوب (بالإنجليزية: Personal computer game)‏ هي لعبة فيديو تشغل بواسطة الحاسوب الشخصي عوضا عن مشغل ألعاب الفيديو أو صندوق الألعاب ويتم توفيرها عادة في قرص مضغوط (دي في دي) أو اتصال إنترنت. وتنقسم إلى مجانية (Freeware) وتجريبية (Demo/Trial).
ومن بعض ألعاب الحاسوب الشهيرة هي كروسيدر ولعبة الجنرال ودرايفر .